# ABF:s manskör i Finspång
ABF:s manskör var en manskör i Finspång som bildades 10 oktober 1933 av Axel Tisell. Kören uppgick 1966 i Finspångs manskör.

## Historik
Från början hette kören ABF:s sångcirkel. Dirigent för kören blev folkskolläraren Rickard Breidner. 1934 bildades sångcirkeln om till en manskör. När Breidner flyttade från Finspång 1937 blev folkskolläraren Hugo Tiemark dirigent för kören. 1943 blev Ture Hjerberg dirigent. Kören uppgick 1966 i Finspångs manskör.